# Coespeletia marcana
Espèce
Classification APG III (2009)
Coespeletia marcana est une espèce de plantes à fleurs de la famille des Asteraceae, endémique du Venezuela.